# 第一議会
第一議会または第一回護国卿議会（だいいちぎかい/だいいっかいごこくきょうぎかい、英：First Protectorate Parliament）は、清教徒革命期のイングランド共和国で開催された議会（1654年9月3日 - 1655年1月22日）。護国卿オリバー・クロムウェルと共同で政治に取り組む目的で招集されたが、両者の深刻な対立で政治が停滞する逆の展開を辿ったため、半年も経たずに解散された。

## 経過
ランプ議会、ベアボーンズ議会を立て続けに解散させた独立派でニューモデル軍司令官オリバー・クロムウェルは1653年12月16日、部下のジョン・ランバートらが起草した成文憲法・統治章典の公布に基づいて護国卿に就任、王ではないが事実上の元首としてイングランドを統治する立場に置かれた。新しい議会は9ヶ月後の1654年9月に開催される予定で、それまでの間クロムウェルは諮問機関の国務会議と共に様々な法律を作成、急進的な政策は除きつつ社会改革に熱心に取り組み、ピューリタンの考えによる厳格な道徳遵守を立法する一方、宗教の寛容実現を目指して国民的和合を図ったりしている。ただし護国卿単独の立法は暫定的で議会の同意がなければ保留のままと統治章典で決められているため、クロムウェルは議会の承認を得た法案の実現を期待していた。
統治章典で改定された選挙制度で財産資格は引き上げられ、王党派は1641年から12年間選挙から排除されるが以後は参加可能、ジェントリ・地主・富裕商工業者を主とした中産階級が議員になれる伝統的制度に基づいて1654年夏に総選挙が行われた。議会はイングランド・ウェールズを合わせた400議席、スコットランド・アイルランドからそれぞれ30議席で合計460議席を構成、9月3日（ダンバーの戦い・ウスターの戦いがあった日と同じ）に開会式でクロムウェルは演説で秩序維持を重視しそれを揺るがす平等主義を非難、平等派と第五王国派に敵意を燃やし秩序擁護に回った。これはランプ議会・ベアボーンズ議会が混乱をもたらすだけに終始し、武力で解散を実行したクロムウェルの苦い経験が反映していた。それだけに彼は対立を避けるため議会へ協力を呼びかけ、各階層の人々が互いを尊重・協力する理想社会を唱えた。
ところが、議会はクロムウェルの望み通りに動いてくれなかった。議会は護国卿体制そのものに疑問を投げかけ、政府の正統性を根本から動揺させたのである。ランバートに憲法起草資格があるのかという質問から始まった政府への攻撃は統治章典への非難におよび、議会の会期が短いこと（議員任期3年に対し5ヶ月しかなかった）、予算審議の対象が一般予算と軍事費から外され臨時課税にしかないこと、議員に政府変更が認められないことなど議会の権限が弱い項目を問題にした。開会前にクロムウェルと国務会議が作った法案は見向きもされず、政治は立法から果てしない論争に変わっていった。
議会は護国卿に押さえ付けられる力関係を認めず議会優位を主張、対するクロムウェルは立法もせず論争ばかりする議会の姿勢を批判しながらも、妥協を見出そうと統治章典の4つの基本的項目（護国卿と議会の共同統治・議会常設化の抑制・信仰の自由・護国卿と議会の共同の軍統帥権）以外は変更しても良いと議会に提案したが、反対した約100人の議員は追放、残った議員も消極的賛成にとどまり、政争は一向に収まらなかった。信仰の自由も認めず財政難を口実に軍縮を手掛ける議会に軍が反発、両者の板挟みに遭い政争に悩んだクロムウェルは、完全に収拾がつかなくなった政治に見切りをつけ、1655年1月22日に旧暦を使う苦しい手段で、会期がほぼ5ヶ月経過したことを理由に議会を解散した。
第一議会解散で統治章典は批准されず、政府の正統性は保証されなかった。王党派を始め反対派の陰謀が続発し国内が不穏になる中、クロムウェルは軍政監設置で軍による統治を試みた。しかし各方面から反発が激しく、財政難もあり軍事支配に限界があり、1656年9月17日に第二議会を招集せざるを得なかった。この議会でも政府の正統性を巡る問題が議題に上り、翌1657年に統治章典の廃止とそれに代わる新たな憲法（謙虚な請願と勧告）の制定、ひいてはクロムウェルが王に即位するかどうかにまで発展、護国卿時代は新たな展開を迎えることになる。